# Khandud
Khandud é uma cidade na província de Badaquexão, situada no nordeste do Afeganistão. Localiza-se perto do distrito de Wakhan, próxima à margem esquerda do rio Ab-i-Panja.